# Гезірет-Халайб
Гезіре́т-Хала́їб (Гезірет-Халайб, Гезірет-Халайб-ель-Кебір) — острів у Червоному морі. Офіційно належить Єгипту, однак є частиною спірної із Суданом території Халаїбського трикутника.